# Пленники тьмы (фильм)
«Пленники тьмы» (англ. Possessed By The Night) — кинофильм, эротический триллер.

## Сюжет
Известный писатель, от которого ушла жена, приобретает в китайском магазине, торгующем всяческой экзотикой, банку со странным животным. Как оказалось, это существо может влиять на характер людей, вплоть до изменения его на полностью противоположный. Оно начинает влиять на сексуальную жизнь писателя, его секретарши, а также его вернувшейся жены, приводя к непредсказуемым последствиям…

## Создатели фильма

### В ролях
- Шеннон Твид — Кэрол МакКэй
- Тед Прайор — Ховард Хансен
- Сэндал Бергмэн — Пэгги Хансен
- Чед Маккуин[англ.] — Гас
- Фрэнк Сиверо — Мюррей Данлоп
- Турхан Бей — Келвин
- Генри Силва — Скотт Линдси

### Съёмочная группа
- Режиссёр — Фред Олен Рэй
- Авторы сценария — Марк Томас МакГи, Фред Олен Рэй
- Продюсер — Алан Амиел
- Редакторы — Стивен Нильсен, Фима Новек
- Композитор — Чак Чирино
- Оператор — Гэри Грейвер

## Интересные факты
- На DVD на русском языке фильм вышел под названием «Одержимые ночью» в марте 2006 года.
- Примечательно, что в этом фильме звезда «Плейбоя» Шеннон Твид воспользовалась дублершей для некоторых сцен, в которых она должна была предстать обнаженной.